# Surf (U-Boot)
HMS Surf (Kennung: P239) war ein U-Boot der britischen Royal Navy im Zweiten Weltkrieg.

## Geschichte
Die Surf (engl.: Brandung) war ein Boot des dritten Bauloses der erfolgreichen S-Klasse; dieses Baulos wird auch als Seraph-Klasse bezeichnet. Sie wurde am 1. Februar 1941 bei Cammell, Laird & Company im nordwestenglischen Birkenhead aufgelegt, lief am 20. Dezember 1942 vom Stapel und wurde von der Royal Navy am 18. März 1943 in Dienst gestellt. Das U-Boot wurde 1943 im Mittelmeer und später auf dem asiatischen Kriegsschauplatz eingesetzt.
Am 25. Oktober 1943 beschädigte die Surf östlich der griechischen Insel Amorgos das deutsche Hilfs-Patrouillenboot GA 54/Chiaros mit dem Deckgeschütz. Sie torpedierte und versenkte am 9. Dezember 1943 südlich von Limnos (Griechenland) den deutschen Frachter Sonia (ex franz. S.N.A. 9; 2719 BRT). Am 5. März 1944 versenkte das Boot vor Aroa einen japanischen Schlepper und einen Leichter. Die Surf verlegte am 5. März 1944 in der Malakkastraße Seeminen.
Die Surf wurde am 28. Oktober 1949 zur Verschrottung verkauft und im Juli 1950 in Faslane-on-Clyde abgewrackt.